# Berresheim (Bad Münstereifel)
Berresheim is een plaats in de Duitse gemeente Bad Münstereifel, deelstaat Noordrijn-Westfalen, en telt 100 inwoners.